# دانيال هيفرنان
دانيال هيفرنان (بالإنجليزية: Daniel Heffernan)‏ هو لاعب كرة قدم بريطاني، ولد في 25 مايو 1987 في مانشستر في المملكة المتحدة. لعب مع نادي ألترينتشام.

## وصلات خارجية
- دانيال هيفرنان على موقع قاعدة بيانات كرة القدم.إي يو (الإنجليزية)
- دانيال هيفرنان على موقع Soccerway.com (الإنجليزية)